# Comté d'Imperial
Le comté d'Imperial est un comté situé à l'extrême sud de l'État de Californie, à la frontière entre les États-Unis et le Mexique. Au recensement de 2020, il comptait 179 702 habitants. Son chef-lieu est El Centro.
Le comté est aride et faiblement peuplé. Il est frontalier de l'Arizona à l'est et du Mexique au sud. Les principales curiosités naturelles sont la Vallée Imperial, la Salton Sea, les Dunes Algodones.

## Démographie
| 1910   | 1920   | 1930   | 1940   | 1950   | 1960   |
| ------ | ------ | ------ | ------ | ------ | ------ |
| 12 591 | 43 453 | 60 903 | 55 740 | 61 175 | 71 105 |

| 1970   | 1980   | 1990    | 2000    | 2010    | 2020    |
| ------ | ------ | ------- | ------- | ------- | ------- |
| 74 492 | 93 110 | 109 303 | 143 361 | 174 528 | 179 702 |

| Groupe                           | Comté d'Imperial | Californie | États-Unis |
| -------------------------------- | ---------------- | ---------- | ---------- |
| Blancs                           | 58,8             | 57,6       | 72,4       |
| Autres                           | 30,0             | 17,0       | 6,2        |
| Asiatiques                       | 1,6              | 13,1       | 4,8        |
| Métis                            | 4,4              | 4,9        | 2,9        |
| Afro-Américains                  | 3,3              | 6,2        | 12,6       |
| Amérindiens                      | 1,8              | 1,0        | 0,9        |
| Océaniens                        | 0,1              | 0,4        | 0,2        |
| Total                            | 100              | 100        | 100        |
|                                  |                  |            |            |
| Hispaniques et Latino-Américains | 80,4             | 37,6       | 16,7       |

En 2010, la population hispanique et latino est majoritaire d'origine mexicaine, les Mexicano-Américains représentant 77,2 % de la population du comté. La population amérindienne est quant à elle majoritairement composée d'Yuman (0,72 % de la population du comté).
Selon l'American Community Survey, en 2010, 71,11 % de la population âgée de plus de 5 ans déclare parler l'espagnol à la maison, 26,95 % déclare parler l'anglais et 1,94 % une autre langue.

## Géographie
Situé à l’extrême sud de la Californie, adjacent à la frontière avec le Mexique. Sa superficie est de 11608 km².

## Histoire
Le 2 mars 2021 à 6 h 16 a lieu l'Accident du comté d'Imperial faisant 13 morts et 12 blessés.

## Curiosités
- Felicity (Californie)